# Leydetita
La leydetita és un mineral de la classe dels sulfats. Rep el nom en honor de Jean-Claude Leydet (18 d'abril de 1961 - 21 de novembre de 2018), mineralogista aficionat de Brest (França), gran coneixedor dels minerals d'urani.

## Característiques
La leydetita és un sulfat de fórmula química Fe(UO₂)(SO₄)₂·11H₂O. Cristal·litza en el sistema monoclínic. La seva duresa a l'escala de Mohs és 2. Es troba relacionada químicament amb la deliensita, i és molt semblant a la rietveldita. És una espècie isoestructural amb la magnesioleydetita.
Segons la classificació de Nickel-Strunz, la leydetita hauria de pertànyer a "07.EB: Uranil sulfats amb cations de mida mitjana» juntament amb la johannita i la deliensita.
L'exemplar que va servir per a determinar l'espècie, el que es coneix com a material tipus, es troba conservat a les col·leccions mineralògiques del Musée cantonal de géologie de Lausanne (Suïssa), amb el número de catàleg: mgl 92661.

## Formació i jaciments
Va ser descoberta a Mas d'Alary, al municipi de Lodeva, dins el departament de l'Erau (Occitània, França). També ha estat descrita a L'Ecarpière, al País del Loira (també a França), i a la mina Markey, a Utah (Estats Units). Aquests tres indrets són els únics de tot el planeta on ha estat descrita aquesta espècie mineral.